# Skild!
Skild! är ett tv-program som visats i SVT1 år 2007. Sex halvtimmesprogram skildrade par som gått igenom skilsmässor. Programledare var Mikael Syrén.

## Avsnitt
- När det tar slut med dunder och brak
- Relationer som självdör
- Barnen
- Att stå på egna ben
- Kär igen
- Styvfamiljen